# Руска романса
Руска романса (рус. рома́нс  романс) је врста сентименталне уметничке песме са назнакама циганског утицаја коју су у царској Русији развили композитори као што су Николај Титов (1800-1875), Александар Аљабјев (1787-1851), Александар Варламов (1801-48) и Александар Гуриљов (1803–58).
До почетка 20. века појавило се неколико типова руске романсе. Елитни тип песме под утицајем италијанске опере, познат као „салонска романса” је у супротности са жанром ниже класе „окрутне романсе” који карактерише „сентиментално удварање, недозвољена љубав, болно одбијање и често самоубиство”. Ово последње је наводно довело до стварања руске шансоне.
Руска романса је доживела свој процват 1910-их и 1920-их када су међу најбољим извођачима били Анастасија Вјалцева, Варвара Панина, Надежда Плевицкаја, Тамара Церетели, Петар Лешченко и Александар Вертински. У раној совјетској ери овај жанр је био мање фаворизован, јер се на њега гледало као на траг предреволуционарног „декадентног и буржоаског“ сензибилитета током већег дела 20. века.
Нова генерација певача, попут Валентине Пономарјове и Нанија Брегвадзеа, појавила се 1970-их. Неколико вокала из доба пре Другог светског рата, укључујући Изабелу Јуриеву (1902–2000), Вадима Козина (1903–1994) и Аллу Бајанову (1914–2011), такође су се вратили на истакнутост у касним совјетским годинама. Александар Малинин, Сергеј Захаров и Олег Погудин спадају међу руске романтичне певаче активне у 21. веку. Године 1994, Александар Малинин добио је Светску музичку награду као најпродаванији руски уметник.
Књига Сезара Куија из 1895. Russian Art Song: A Study of Its Development преведена је у Ј. Р. Вокеров Classical Essays on the Development of Russian Art Songs (Northfield, MN, 1993).

## Запажене песме
- Black Eyes
- Shine, Shine, My Star
- Along the Long Road
- Evening Bell
- Les Chrysanthemes